# Ludwig (Anhalt-Köthen)

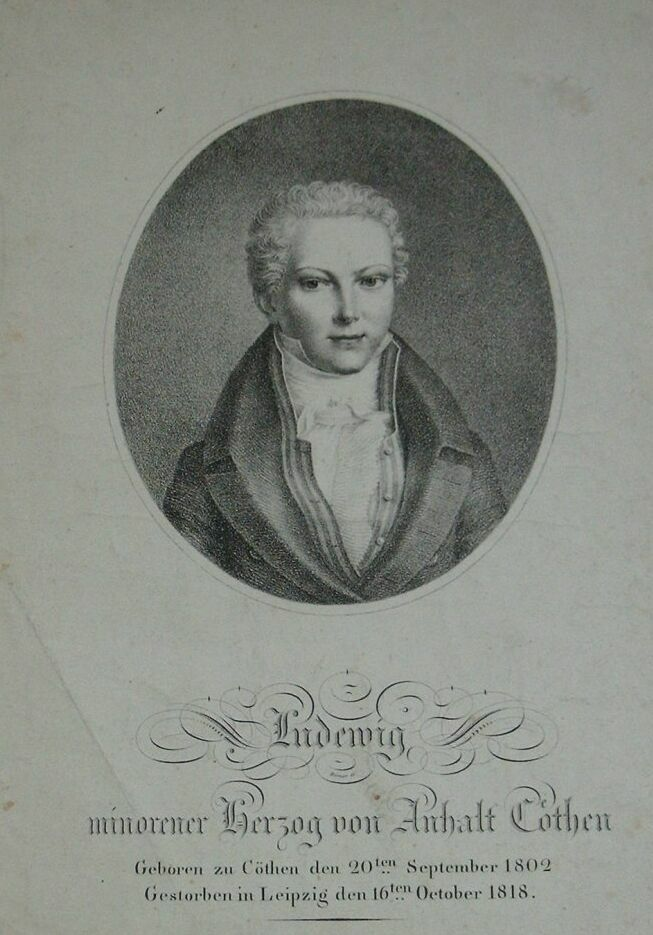
Herzog Ludwig von Anhalt-Köthen

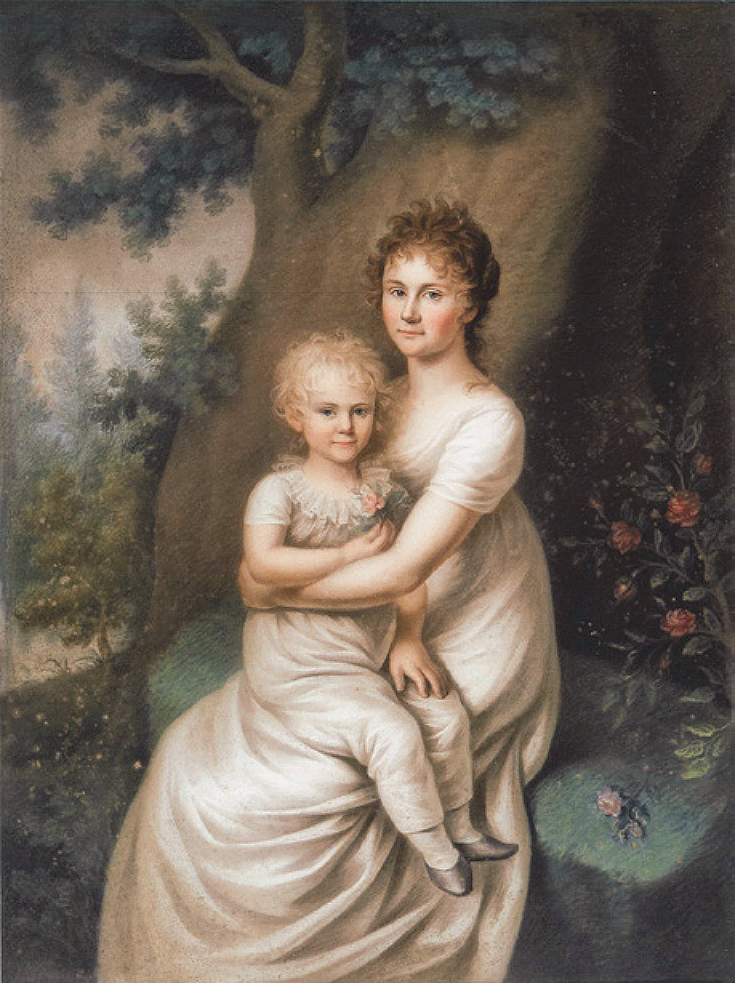
Prinzessin Louise von Hessen-Darmstadt mit ihrem Sohn Prinz Ludwig von Anhalt-Köthen (1805).

Ludwig II. August Friedrich Emil von Anhalt-Köthen (* 20. September 1802 in Köthen; † 18. Dezember 1818 in Leipzig) war für sechs Jahre lang Herzog von Anhalt-Köthen aus dem Geschlecht der Askanier, stand jedoch auf Grund seiner Minderjährigkeit bis zu seinem Tode unter der Vormundschaft seiner Verwandten aus der Dessauer Linie.

## Leben
Herzog Ludwig war der Sohn des Prinzen Ludwig von Anhalt-Köthen (1778–1802) und der Prinzessin Louise von Hessen-Darmstadt (1779–1811). Der Vater verstarb vor seinem regierenden Bruder, dem Fürsten (seit 1806 Herzog) August Christian. Da der kinderlose Herzog August Christian schon 1812 starb, musste Ludwig formell bereits als zehnjähriger kränklicher Knabe (unter Vormundschaft des Seniors des gesamt-anhaltischen Fürstenhauses, Herzog Leopold III. Friedrich Franz von Anhalt-Dessau) die Nachfolge antreten, die er jedoch nur bis zum 16. Lebensjahr überlebte.
Ludwig starb kinderlos 1818 und wurde in der Fürstengruft der Köthener St. Jakobskirche beigesetzt.  Herzogstitel und Regierung gingen an seinen Vetter Ferdinand aus der Nebenlinie Anhalt-Köthen-Pleß.